# Вердини, Денис
Де́нис Верди́ни (итал. Denis Verdini; род. 8 мая 1951, Фивиццано, провинция Масса-Каррара, Тоскана) — итальянский политик.

## Биография

### Ранние годы
Окончил Институт имени Чезаре Альфьери (факультет политологии Флорентийского университета), где изучал историю. Слушал лекции Спадолини и впоследствии стал верным последователем этого политика в Итальянской республиканской партии. В 17-летнем возрасте занялся предпринимательством в области производства мясной продукции, в течение пяти лет объездил всю Европу, занимаясь организацией поставок.
В 1991 году стал президентом существовавшей с 1909 года Cassa Rurale ed Artigiana в Кампи-Бизенцио, которая в 1993 году открыла первые отделения за пределами этого города (в 1996 году — во Флоренции) и выросла в кредитную организацию Credito Cooperativo Fiorentino.
В 1996—1997 учебном году преподавал историю экономических учений в Свободном международном университете общественных наук имени Гвидо Карли (LUISS).

### Политическая деятельность
С 2001 по 2013 год являлся членом Палаты депутатов с XIV по XVI созыв, до 2009 года входил во фракцию «Вперёд, Италия», затем до 2013 года — «Народ свободы».
В 2013 году избран от Тосканы по спискам «Народа свободы» в Сенат Италии XVII созыва, а после раскола партии осенью 2013 года остался со сторонниками Сильвио Берлускони в возрождённой партии «Вперёд, Италия».
С 2010 года находился под следствием по делу масонской ложи P3 в числе двадцати подозреваемых в нарушении «закона Ансельми» о тайных сообществах, в том числе в незаконном финансировании партий и диффамации. 12 июня 2012 года Мандатная комиссия Палаты депутатов дала согласие на использование перехватов телефонных разговоров Вердини, свидетельствующих о его причастности к деятельности масонской ложи P4. 22 сентября 2014 года попал под следствие в связи с продажей здания на виа делла Стампериа близ фонтана Треви в Риме, которое компания Enpap в день продажи 31 января 2011 года купила у сенатора от партии «Вперёд, Италия» Риккардо Конти с доходом в размере 18 млн евро (Вердини спустя несколько дней после этой сделки получил по неизвестной причине 1 млн евро). 5 ноября 2014 года Вердини предъявлено обвинение в коррупции. В июле 2014 года обвинён в мошенничестве и причинении ущерба государству в период руководства Credito Cooperativo Fiorentino, которую возглавлял около двадцати лет вплоть до 2010 года. В частности, завершенное в 2011 году предварительное следствие прокуратуры Флоренции подозревало Вердини в нарушениях при финансировании газеты Giornale della Toscana на общую сумму 100 млн евро. 20 февраля 2015 года прокуратура Флоренции предъявила Вердини обвинение в незаконном банкротстве в феврале 2014 года компании Società Toscana Edizioni (Ste), занимавшейся изданием Giornale della Toscana.
В 2015 году вышел из фракции «Вперёд, Италия» и основал в Сенате фракцию «Либерально-народный альянс — Автономии», а также стал одним из организаторов так называемого «пакта Назарено» — соглашения между Берлускони и Маттео Ренци для подготовки проекта нового избирательного закона «Италикум». Также до 2015 года являлся совладельцем ежедневной газеты «Il Foglio» с долей 21 %.
14 июля 2016 года лидер партии Гражданский выбор Энрико Дзанетти с тремя единомышленниками вышел из фракции ГВ в Палате депутатов и создал в Смешанной фракции новую партийную группу «Гражданский выбор — граждане за Италию» в союзе с Либерально-народным альянсом-Автономиями Дениса Вердини, сохранив за своей группой партийную символику и название. К новому объединению присоединился ещё один участник — депутат от партии «Делать!» (Fare!).
В преддверии парламентских выборов 2018 года Вердини возглавил единый список «Итальянская республиканская партия — ALA», но свою кандидатуру не выставил.

### Уголовное преследование
13 сентября 2018 года суд Флоренции приговорил Вердини к пяти с половиной годам тюремного заключения по делу о ложном банкротстве компании Ste, занимавшейся изданием местной версии газеты il Giornale (его обвинили в присвоении 2,6 млн евро).
3 ноября 2020 года кассационный суд подтвердил решение апелляционного суда о виновности Вердини в деле о банкротстве Credito Cooperativo Fiorentino и приговорил его к шести с половиной годам тюремного заключения.
30 января 2021 года, отбыв 85 дней заключения в тюрьме Ребиббия, вернулся ввиду перевода под домашний арест из-за выявления в тюрьме 110 случаев инфицирования COVID-19 в свой дом во Флоренции, где его встретили специально приехавшие из Рима дочь Франческа и её близкий друг Маттео Сальвини.